# Tom Brown (satírico)
Tom Brown (1663 – 18 de junio de 1704) fue un traductor inglés y escritor de sátira, hoy en día bastante olvidado, excepto por unos versos que dedicó al doctor John Fell, en supuesta traducción de Marcial:
Non amo te, Sabidi, nec possum dicere quare;
Hoc tantum possum dicere, non amo te.
En versión de John Brown se convirtieron en:
I do not love thee, Dr Fell, 
The reason why I cannot tell; 
But this I know, and know full well,
I do not love thee, Dr Fell.
(No te amo, Dr. Fell / La razón no la puedo decir / pero esto sí lo sé, y lo sé bien, / no te amo, doctor Fell)
Brown se ganó la vida cantando lírica en latín, francés e inglés, además de ofrecer sus servicios como traductor. Rehusó, sin embargo, unirse a ningún patrón, y expresó su desprecio hacia aquellos que lo hicieron. Siguió un estilo de vida libertino y sus obras satíricas le proporcionaron varios enemigos.
Sus obras más conocidas, además del cuarteto anterior, son probablemente Amusements Serious and Comical, calculated for the Meridian of London (Entretenimientos serios y cómicos, calculados para el Meridiano de Londres, 1700) y Letters from the Dead to the Living (Cartas de los Muertos a los Vivos, 1702), aunque sus escritos fueron bastante abundantes.  Varias obras de este periodo que son de autor desconocido se sospecha que son suyas.
- Datos: Q7815101